# Neil Best
Pour les articles homonymes, voir Best.

a Compétitions nationales et continentales officielles uniquement.

b Matchs officiels uniquement.
Dernière mise à jour le 02 septembre 2015.
Neil Andrew Cecil Best, né le 3 avril 1979 à Belfast (Irlande du Nord), est un joueur international irlandais de rugby à XV évoluant au poste de troisième ligne aile (1,91 m pour 105 kg). Il a joué en équipe d'Irlande de 2005 à 2007.
Il n'a aucun lien de parenté avec ses homonymes le pilier Simon Best et le talonneur Rory Best.

## Carrière

### En province
- 2002-2008 : Ulster

### En club
- 2008-2010 : Northampton Saints
- 2010-2013 : Worcester Warriors
- 2013-2015 : London Scottish

### En équipe nationale
Il a obtenu sa première cape internationale le 12 novembre 2005 à l'occasion d'un match contre l'équipe de Nouvelle-Zélande à Dublin (Irlande) .

## Palmarès

### En province
- Vainqueur de la Celtic League en 2006
- Vainqueur de la Celtic Cup en 2004

### En club
- Vainqueur du Challenge européen en 2009 avec Northampton
- Vainqueur du RFU Championship en 2011 avec Worcester
- Vainqueur de la Coupe anglo-galloise en 2010 avec Northampton

## Statistiques en équipe nationale
- 18 sélections (9 fois titulaire, 9 fois remplaçant)
- 2 essais (10 points)
- Sélections par année : 2 en 2005, 5 en 2006, 11 en 2007
- Tournoi des Six Nations disputé : 2007

En Coupe du monde : 
- 2007 : 4 sélections (Namibie, Géorgie, France, Argentine)